# Корбозерова Ніна Миколаївна
Ніна Миколаївна Корбозерова (нар. 26 травня 1949, Київ) — українська філологиня в галузі романістики. Доктор філологічних наук, професор. Академік АН вищої школи України з 1998 року за науковим відділенням філології, мистецтвознавства та масових комунікацій. Працює професором кафедри романської філології в навчально-науковому інституті філології при Київському національному університеті імені Тараса Шевченка. Членкиня Асоціації іспаністів України. Головна редакторка збірників наукових праць «Проблеми семантики, прагматики та когнітивної лінгвістики» (фахове видання КНУ ім. Тараса Шевченка, з 2001), «Проблеми семантики слова, речення та тексту» (фахове видання КНЛУ, 1997-2017). Членкиня експертної ради ВАК України з 1993 по 2004 рік. Членкиня спеціалізованої вченої ради Інституту філології Київського національного університету імені Тараса Шевченка.

## Життєпис
Ніна Миколаївна Корбозерова народилася 26 травня 1949 року в Києві, Українська РСР. 

### Освіта
Закінчила Київський національний університет імені Тараса Шевченка у 1971 році за спеціальністю романо-германські мови і література, за кваліфікацією — філолог, викладач іспанської та англійської мов. Навчалася в аспірантурі в період з 1971 по 1975 роки та закінчила її у 1999 році. Кандидатську дисертацію на тему: «Розвиток складнопідрядного речення з підрядним причини в іспанській мові XII-XVII ст.» захистила у 1975 році, а докторську, на тему: «Семантика, структура та генеза складного речення в іспанській мові XII-XX ст.», — у 1991 році.

### Кар'єра
З 1971 по 1976 рік працювала викладачкою на кафедрі романської, а пізніше іспанської філології. У 1976-2000 роки була викладачкою іспанської мови, старшим викладачем, доцентом, професором, завідувачем кафедри романської філології, деканом факультету іспанської філології Київського державного педагогічного інституту іноземних мов (нині — Київський національний лінгвістичний університет). 
З 2000 року працює у Київському національному університеті імені Тараса Шевченка професором, завідувачем кафедри іспанської та італійської філології (2001-2016), професором кафедри романської філології (з 2016). 

## Наукова діяльність
Основне поле наукових зацікавлень: поглиблення теорії мови у галузі історичного синтаксису іспанської мови та синхронно-діахронних досліджень романських та слов’янських мов (на прикладі іспанської та української мов). Отримувала гранти від Посольства Іспанії та Міжнародної Агенції Іспанії з питань підтримки з 1996 по 2003 рік. Має близько 300 публікацій, з них: три монографії, понад 200 статей. Індекс Гірша: h=4.
Основні прочитані курси:
- Історія іспанської мови
- Вступ до романської філології
- Порівняльна типологія іспанської та української мов
- Теоретична граматика іспанської мови
- Лінгвокультурологія та переклад (іспанська мова)
- Сучасні іспаномовні контакти
- Діалектологія (іспанська мова)
- Лінгвопоетика та переклад (іспанська мова)
- Комунікативні стратегії та переклад (іспанська мова)
- Вступ до перекладознавства
- Практичний курс іспанської мови для студентів бакалаврату та магістратури

Опублікувала близько 30 підручників та навчальних посібників. Підготувала 3 докторів наук та 28 кандидатів наук.

## Нагороди
- Відмінник освіти України
- Нагорода Ярослава Мудрого АН ВШ України (1998)
- Медаль до 25-річчя АН вищої школи України (2017)
- Грамоти ректора Київського національного університету імені Тараса Шевченка та Президії АН вищої школи України (2017)